# Whatì
Whatì (tidigare Lac la Martre) är ett samhälle i territoriet Northwest Territories i Kanada.  Whatì ligger 265 meter över havet och antalet invånare är 492 (år 2011). Trakten runt Whatì är obefolkad.. Trakten ingår i den boreala klimatzonen.